# Torres de Berrellén
Torres de Berrellén ist ein Ort und eine Gemeinde (municipio) mit 1.506 Einwohnern (Stand: 2024) im Zentrum der Provinz Saragossa in der Autonomen Region Aragonien im Nordosten Spaniens.

## Lage und Klima
Torres de Berrellén liegt gut 35 km (Fahrtstrecke) westlich der Provinzhauptstadt Saragossa in einer Höhe von ca. 210 m. Der auf dem Ostufer des Río Jalón mündet hier in den Ebro. 
Das Klima ist gemäßigt bis warm; der eher spärliche Regen (ca. 362 mm/Jahr) fällt übers Jahr verteilt.

## Bevölkerungsentwicklung
| Jahr      | 1970 | 1981 | 1991 | 2001 | 2011 | 2021 |
| Einwohner | 1625 | 1491 | 1438 | 1418 | 1511 | 1460 |

## Sehenswürdigkeiten
- Ruine El Castellar oberhalb des Ebro aus dem 12. Jahrhundert
- Burgreste von Santa Inés
- Andreaskirche aus dem 16. Jahrhundert
- Rathaus

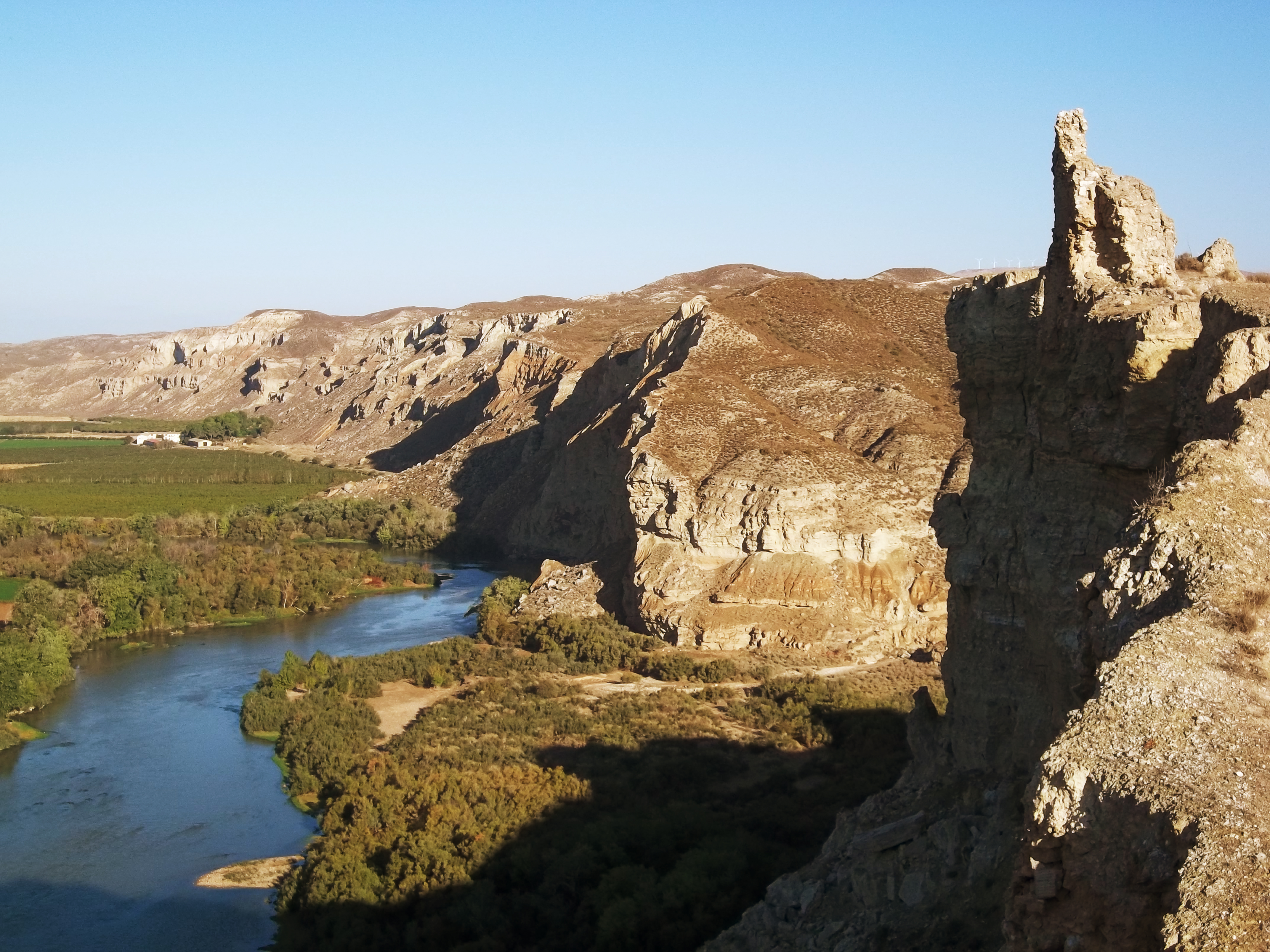
Ruine El Castellar
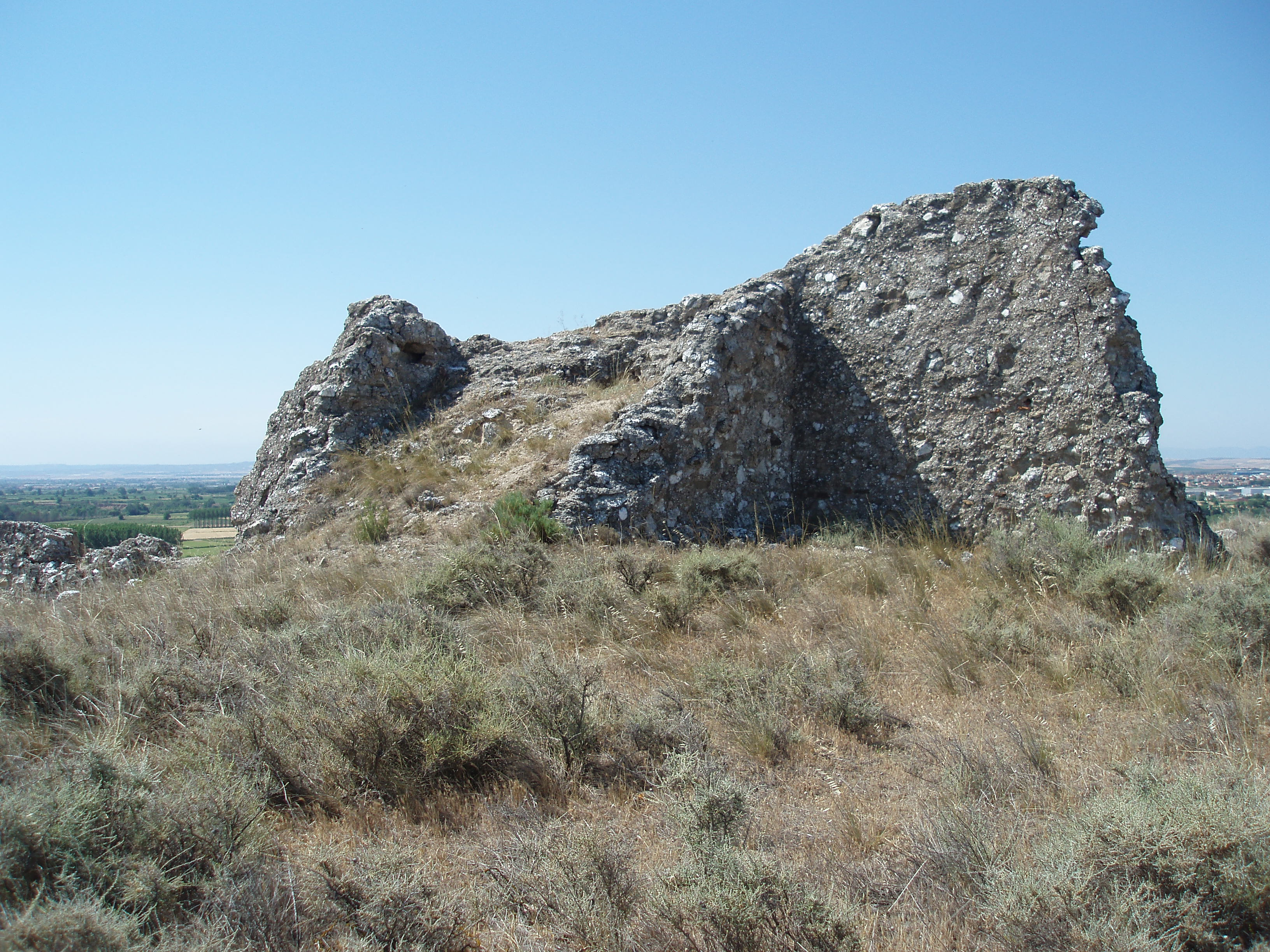
Burgreste von Santa Inés
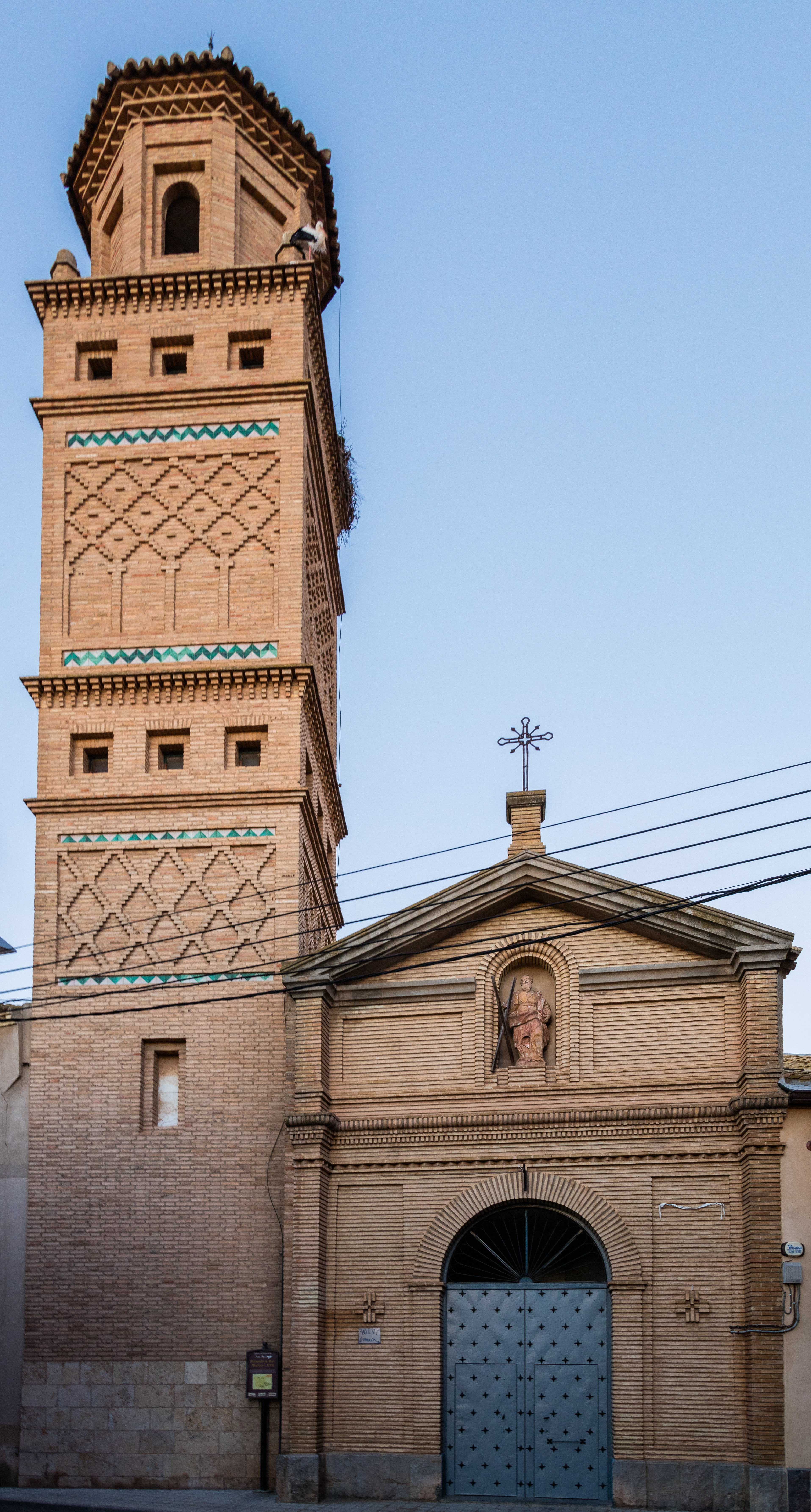
Andreaskirche
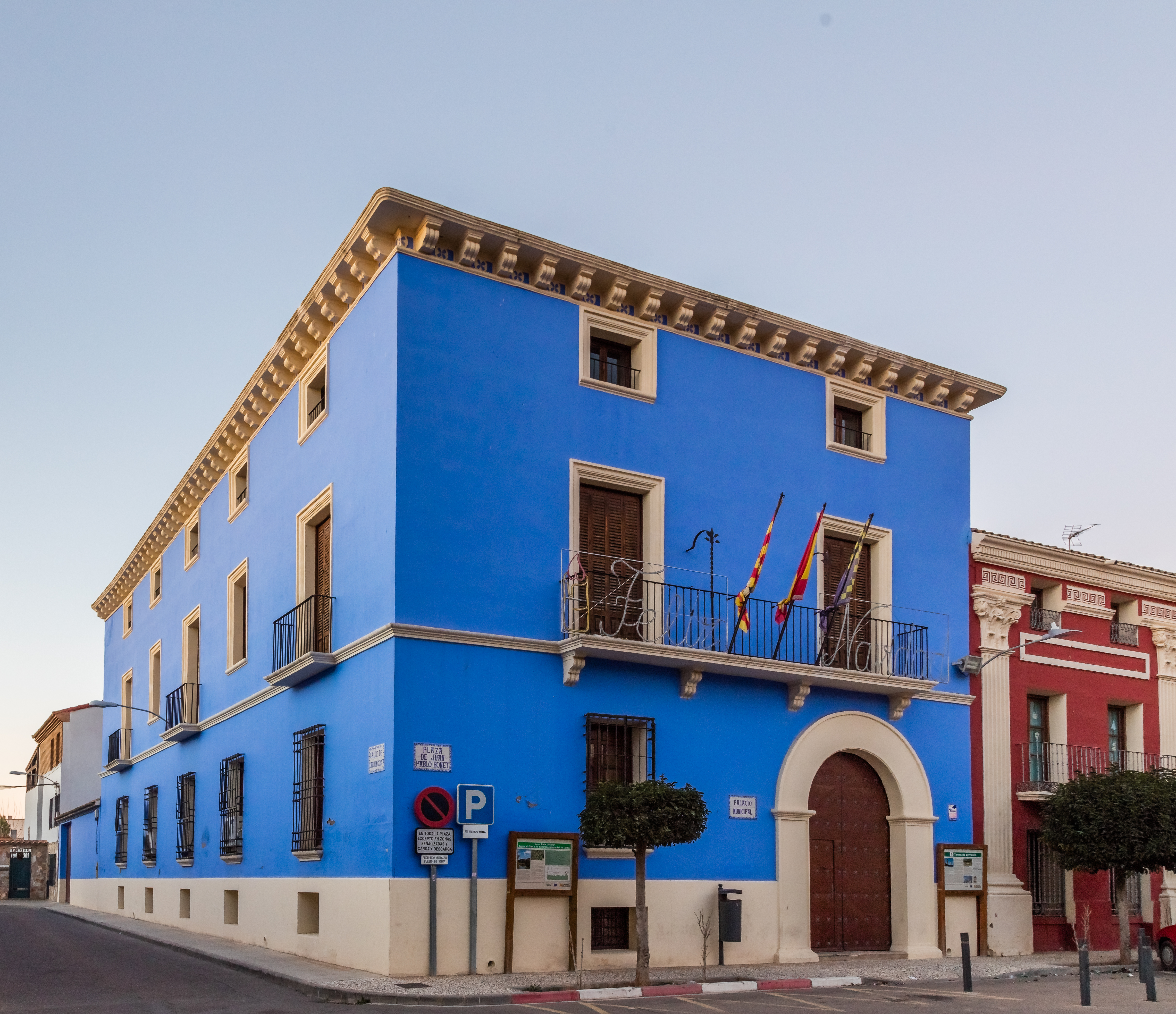
Rathaus

## Partnerschaft
Mit der französischen Gemeinde Escalquens im Département Haute-Garonne besteht eine Partnerschaft.